# 데스티니스 차일드
데스티니스 차일드(Destiny's Child)는 미국의 리듬 앤 블루스 걸 그룹이다. 리드 싱어인 비욘세 놀스와 백 보컬인 켈리 롤런드, 미셸 윌리엄스로 이루어졌다. 1997년 텍사스주의 휴스턴에서 놀스, 롤랜드, 라타비아 로버슨 및 레토야 러캣이 처음 "Girls' Tyme"이라는 이름으로 결성했다. 이후, 언더그라운드 활동 후에 콜롬비아 레코드와 계약을 했고 지금의 "데스티니스 차일드"로 그룹 이름을 바꾸었다. 이들의 두 번째 음반 The Writing's on the Wall 은 빌보드 200에서 2위에 올랐고, 미국에서만 팔백 만장 이상을 팔았다.
이들은 상업적으로 대 성공을 거뒀지만, 멤버 간 갈등 및 법적 혼란으로 레토야 러캣과 라타비아 로버슨은 팀을 탈퇴한다. 이후 미셸 윌리엄스, 페라 플래클린이 합류하게 된다. 그러나 2000년 페라 프래클린도 그룹을 떠난다. 그리고 3인조 처음으로 3집 Survivor를 발매하고 싱글들도 세계적으로 성공을 거둔다. 2004년 마지막 월드 투어 Destiny Fulfilled를 시작했고 1년 후인 2005년 멤버들이 솔로 선언을 한 후 해체를 발표하였다.
총 4개의 정규 앨범으로 미국에서 1위를 했으며, 전 세계적으로 5000만 장을 팔았다. 데스티니스 차일드는 전 세계 여성 그룹 중 가장 많은 앨범 판매율을 기록했다. 월드 뮤직 어워드는 여성 그룹 중 최다 판매율을 지닌 그룹이라고 지칭 했으며, 빌보드 지 역시 이 시대 가장 위대한 여성 트리오에 데스티니스 차일드를 랭크했다. 2008년에는 '가장 핫한 그룹 100선'에 랭크됐다.

## 스타일 및 테마
데스티니스 차일드는 알앤비, 현대 무용, 댄스 팝, 어반 등 다양한 음악을 했다. 데스티니스 차일드는 자넷 잭슨의 영향이 컸다고 밝혔다. 미국의 잡지 앤 파워스 와 뉴욕 타임스는 신선하고 정서적이라며 호평을 하며, 특히 비욘세에 대해서 칭찬하였다. 데스티니스 차일드는 특히 발라드에서 보컬의 조화가 독보였다. 대부분의 노래는 각 멤버가 한 파트씩 나누어 부르고 나머지는 코러스가 불렀다. "Brown Eyes" 와 "Dangerously in Love" 등의 노래는 비욘세 놀스가 리드하며 이끌어가기도 했다.

## 음반 목록
정규 음반
- 1998: Destiny's Child
- 1999: The Writing's on the Wall
- 2001: Survivor
- 2001: 8 Days of Christmas
- 2004: Destiny Fulfilled

기타 음반
- 2002: This Is the Remix
- 2005: #1's
- 2012: Playlist : The Very Best Of Destiny`s Child
- 2013: Love Songs